# Landtag (Weimarer Republik)
Die Landtage waren in der Weimarer Republik die Parlamente der Länder. In den Stadtstaaten trugen sie die Bezeichnung Bürgerschaft. Sie waren die Vorgängerinstitutionen der heutigen Landesparlamente und wiederum Nachfolger der Landtage bzw. Landstände des Kaiserreichs. Die Vertretung der Länder auf Ebene der Weimarer Republik war der Reichsrat.

## Rechtsgrundlagen
Das Deutsche Reich war gemäß der Weimarer Reichsverfassung (WRV) föderalistisch organisiert. Die Reichsverfassung traf daher keine Regelungen über die Landtage. Diese waren vielmehr in den Verfassungen der Länder geregelt. Jedoch sicherte die Reichsverfassung Immunität und Indemnität sowie das Zeugnisverweigerungsrecht der Landtagsabgeordneten.
Die Wahl der Landtage erfolgte gemäß den Wahlgesetzen der jeweiligen Länder. 

## Gesetzgebung
Die Landtage waren die Legislative der Länder. Das Reich konnte nur dort gesetzgeberisch tätig werden, wo die Verfassung ihm ausdrücklich einen Titel zusprach. Dabei wurde zwischen Gesetzgebungstiteln unterschieden, auf deren Sachgebiet nur das Reich regulierend tätig werden durfte (Art. 6 WRV, ausschließliche Gesetzgebung), Titeln, bei denen die Landtage Recht setzen konnten, soweit das Reich nicht tätig geworden ist (Art. 7 f. WRV, sog. konkurrierende Gesetzgebung) und Titeln, auf die das Reich nur bei dem Bedürfnis einer reichseinheitlichen Regelung ein Gesetz stützen durfte (Art. 9 WRV). Auch war eine Rahmengesetzgebungskompetenz in Art. 10 WRV vorgesehen. Soweit das Reich Gesetze erlassen durfte, brach Reichsrecht das Landesrecht; das Landesrecht wurde insoweit nichtig. 
Die Länder und damit auch die Landtage waren zur Reichstreue verpflichtet. Bei Konflikten bestand die Möglichkeit der Reichsexekution.

## Auflösung
Mit dem Gesetz über den Neuaufbau des Reichs vom 30. Januar 1934 wurden die Landesparlamente aufgelöst.

## Landtage der Länder in der Weimarer Republik
- Landtag des Freistaates Anhalt
- Landtag der Republik Baden
- Landtag des Freistaates Bayern
- Landtag des Freistaates Braunschweig
- Bürgerschaft der Freien und Hansestadt Bremen
- Landtag des Freistaates Coburg (bis 1920)
- Bürgerschaft der Freien und Hansestadt Hamburg
- Landtag des Volksstaates Hessen
- Landtag des Freistaates Lippe
- Bürgerschaft der Freien und Hansestadt Lübeck
- Landtag des Freistaates Mecklenburg-Schwerin
- Landtag des Freistaates Mecklenburg-Strelitz
- Landtag des Freistaates Oldenburg
- Landtag des Freistaates Preußen
- Landtag des Volksstaates Reuß (bis 1920)
- Landesrat des Saargebietes (unter Völkerbundsverwaltung 1920–1935)
- Landtag des Freistaates Sachsen
- Landtag des Freistaates Sachsen-Altenburg (bis 1920)
- Landtag des Freistaates Sachsen-Gotha (bis 1920)
- Landtag des Freistaates Sachsen-Meiningen (bis 1920)
- Landtag des Freistaates Sachsen-Weimar-Eisenach (bis 1920)
- Landtag des Freistaates Schaumburg-Lippe
- Landtag des Freistaates Schwarzburg-Rudolstadt (bis 1920)
- Landtag des Freistaates Schwarzburg-Sondershausen (bis 1920)
- Landtag des Landes Thüringen (ab 1920)
- Landtag des Freistaates Waldeck-Pyrmont (bis 1929)
- Landtag des freien Volksstaates Württemberg